# カット・カルフーン
カット・カルフーン（Kutt Calhoun、本名: マーヴィン・ルイス・カルフーン・ジュニア、1977年7月1日 - ）は、アメリカ合衆国ミズーリ州カンザスシティ出身のラッパーである。2004年にテック・ナインが主催するストレンジ・ミュージックから『B.L.E.V.E.』でデビュー。代表作の3rdアルバム『Raw and Un-Kutt』は、全米ビルボード200にて初登場162位を記録した。

## ディスコグラフィー

### アルバム
- B.L.E.V.E. (2004)
- Feature Presentation (2008)
- Raw and Un-Kutt (2010)
- Black Gold (2013)
- Truth Be Told (2019)